# Coupe de France 1957/58
Het seizoen 1957/58 was het 41e seizoen van de Coupe de France in het voetbal. Het toernooi werd georganiseerd door de Franse voetbalbond.
Dit seizoen namen er 1163 clubs deel. De competitie ging in de zomer van 1957 van start en eindigde op 18 mei 1958 met de finale in het Stade Olympique Yves-du-Manoir in Colombes. De finale werd gespeeld tussen Stade Reims (voor de tweede keer finalist) en Olympique Nîmes (voor de eerste keer finalist). Stade Reims veroverde voor de tweede keer de beker door Olympique Nîmes met 3-1 te verslaan.
Stade Reims was de vijfde club die de dubbel (landstitel en beker) in het Franse voetbal won.

## Uitslagen

### 1/32 finale
De wedstrijden werden op 13 en 17 (Girondins Bordeaux - FC Nantes) januari gespeeld, de beslissingswedstrijden op 16 (Stade Rennes - Gallia Sports Algiers) en 17 januari (CO Roubaix-Tourcoing - Stade Français). De 18 clubs van de Division 1 kwamen in deze ronde voor het eerst in actie.
| Winnaar              | Uitslag     | Verliezer             |
| -------------------- | ----------- | --------------------- |
| Stade Reims          | 4-0         | ES Bully              |
| Olympique Nîmes      | 5-1         | US Blanzy-Montceau    |
| RC Lens              | 7-0         | AC Cambrai            |
| AS Monaco            | 7-2         | US Graissessac        |
| CO Roubaix-Tourcoing | 2-2 nv; 6-1 | Stade Français        |
| FC Sète              | 4-1 nv      | Olympique Marseille   |
| Girondins Bordeaux   | 3-0         | FC Nantes             |
| RC Strasbourg        | 3-1         | AS Hautmont           |
| Olympique Lyon       | 3-1         | CS Blénod             |
| FC Mulhouse          | 5-2         | AS Mulhouse           |
| Le Havre AC          | 2-0         | US Boulogne           |
| Sporting Toulon      | 2-1         | AS Aix                |
| RCFC Besançon        | 2-0         | FC Metz               |
| Olympique Alès       | 2-0         | FC Gueugnon           |
| RC Paris             | 6-1         | Stade Quimper         |
| FC Rouen             | 4-2         | US Valenciennes-Anzin |

| Winnaar              | Uitslag     | Verliezer             |
| -------------------- | ----------- | --------------------- |
| Limoges FC           | 6-0         | US Véloce Vannes      |
| SO Montpellier       | 3-2         | OGC Nice              |
| CS Fontainebleau     | 3-1         | FC Grenoble           |
| CO Roche-la-Molière  | 1-0         | Hyères FC             |
| Stade Rodez          | 3-1         | EF Bergerac           |
| AS Saint-Étienne     | 5-3 nv      | SO Merlebach          |
| SCO Angers           | 4-0         | Stade Saint-Brieuc    |
| AS Troyes-Savinienne | 3-0         | CO Chambly            |
| Lille OSC            | 2-1         | US Quevilly           |
| Jeunesse Villenave   | 3-2         | Toulouse FC           |
| AS Cherbourg-Stella  | 2-0         | US Drocourt           |
| FC Sochaux           | 4-1         | JS Audun              |
| Stade Rennes         | 1-1 nv; 1-0 | Gallia Sports Algiers |
| Rapid Menton         | 1-0         | AS Cannes             |
| UA Sedan Torcy       | 3-0         | Red Star Olympique    |
| AS Béziers           | 5-1         | CA Vitry              |

### 1/16 finale
De wedstrijden werden op 2 februari gespeeld, de beslissingswedstrijden op 6 en 9 (Le Havre - Cherbourg). De derde wedstrijd tussen Besançon - Rennes op 20 februari.
| Winnaar              | Uitslag     | Verliezer            |
| -------------------- | ----------- | -------------------- |
| Stade Reims          | 2-2 nv; 5-2 | Limoges FC           |
| Olympique Nîmes      | 3-1         | SO Montpellier       |
| RC Lens              | 4-2 nv      | CS Fontainebleau     |
| AS Monaco            | 5-0         | CO Roche-la-Molière  |
| CO Roubaix-Tourcoing | 4-1         | Stade Rodez          |
| FC Sète              | 3-1         | AS Saint-Étienne     |
| Girondins Bordeaux   | 5-1         | SCO Angers           |
| RC Strasbourg        | 3-1         | AS Troyes-Savinienne |

| Winnaar         | Uitslag             | Verliezer           |
| --------------- | ------------------- | ------------------- |
| Olympique Lyon  | 2-1                 | Lille OSC           |
| FC Mulhouse     | 2-1 nv              | Jeunesse Villenave  |
| Le Havre AC     | 2-2 nv; 3-0         | AS Cherbourg-Stella |
| Sporting Toulon | 2-1                 | FC Sochaux          |
| RCFC Besançon   | 0-0 nv; 1-1 nv; 2-0 | Stade Rennes        |
| Olympique Alès  | 4-1                 | Rapid Menton        |
| RC Paris        | 2-1                 | UA Sedan Torcy      |
| FC Rouen        | 1-1 nv; 2-1         | AS Béziers          |

### 1/8 finale
De wedstrijden werden op 2 maart gespeeld, de enige beslissingswedstrijd op 6 maart.
| Winnaar         | Uitslag | Verliezer       |
| --------------- | ------- | --------------- |
| Stade Reims     | 2-0     | Olympique Lyon  |
| Olympique Nîmes | 2-0     | FC Mulhouse     |
| RC Lens         | 3-2     | Le Havre AC     |
| AS Monaco       | 3-0     | Sporting Toulon |

| Winnaar              | Uitslag     | Verliezer      |
| -------------------- | ----------- | -------------- |
| CO Roubaix-Tourcoing | 2-1         | RCFC Besançon  |
| FC Sète              | 1-1 nv; 1-0 | Olympique Alès |
| Girondins Bordeaux   | 1-0         | RC Paris       |
| RC Strasbourg        | 2-1         | FC Rouen       |

### Kwartfinale
De wedstrijden werden op 6 april gespeeld.
| Winnaar         | Uitslag | Verliezer            |
| --------------- | ------- | -------------------- |
| Stade Reims     | 7-4     | CO Roubaix-Tourcoing |
| Olympique Nîmes | 2-1     | FC Sète              |
| RC Lens         | 1-0     | Girondins Bordeaux   |
| AS Monaco       | 2-1     | RC Strasbourg        |

### Halve finale
De wedstrijden werden op 27 april gespeeld.
| Winnaar         | Uitslag | Verliezer |
| --------------- | ------- | --------- |
| Stade Reims     | 2-1     | RC Lens   |
| Olympique Nîmes | 2-1     | AS Monaco |

### Finale
De wedstrijd werd op 18 mei 1957 gespeeld in het Stade Olympique Yves-du-Manoir in Colombes voor 56.523 toeschouwers. De wedstrijd stond onder leiding van de scheidsrechter Augustin Le Menn.
| Winnaar                                           | Uitslag | Finalist               |
| ------------------------------------------------- | ------- | ---------------------- |
| Stade Reims                                       | 3-1     | Olympique Nîmes        |
| René Bliard 42' Just Fontaine 56' René Bliard 89' |         | 49' Abdelkader Mazzouz |

1917/18 · 1918/19 · 1919/20 · 1920/21 · 1921/22 · 1922/23 · 1923/24 · 1924/25 · 1925/26 · 1926/27 · 1927/28 · 1928/29 · 1929/30 · 1930/31 · 1931/32 · 1932/33 · 1933/34 · 1934/35 · 1935/36 · 1936/37 · 1937/38 · 1938/39 · 1939/40 · 1940/41 · 1941/42 · 1942/43 · 1943/44 · 1944/45 · 1945/46 · 1946/47 · 1947/48 · 1948/49 · 1949/50 · 1950/51 · 1951/52 · 1952/53 · 1953/54 · 1954/55 · 1955/56 · 1956/57 · 1957/58 · 1958/59 · 1959/60 · 1960/61 · 1961/62 · 1962/63 · 1963/64 · 1964/65 · 1965/66 · 1966/67 · 1967/68 · 1968/69 · 1969/70 · 1970/71 · 1971/72 · 1972/73 · 1973/74 · 1974/75 · 1975/76 · 1976/77 · 1977/78 · 1978/79 · 1979/80 · 1980/81 · 1981/82 · 1982/83 · 1983/84 · 1984/85 · 1985/86 · 1986/87 · 1987/88 · 1988/89 · 1989/90 · 1990/91 · 1991/92 · 1992/93 · 1993/94 · 1994/95 · 1995/96 · 1996/97 · 1997/98 · 1998/99 · 1999/00 · 2000/01 · 2001/02 · 2002/03 · 2003/04 · 2004/05 · 2005/06 · 2006/07 · 2007/08 · 2008/09 · 2009/10 · 2010/11 · 2011/12 · 2012/13 · 2013/14 · 2014/15 · 2015/16 · 2016/17 · 2017/18 · 2018/19 · 2019/20 · 2020/21 · 
2021/22 · 2022/23 · 2023/24 · 2024/25 ·